# 庆坪镇
庆坪镇，是中华人民共和国甘肃省定西市渭源县下辖的一个乡镇级行政单位。
2017年，甘肃省民政厅批复同意撤销庆坪乡，设立庆坪镇。

## 行政区划
庆坪镇下辖以下地区：
庆坪村、关山根村、李家堡村、姚坡村、龚家沟村、线家沟村、王家川村、松树村、梁家沟村、李家窑村、樊家湾村、老王沟村、潘家沟村和清泉村。